# 郑云龙
郑云龙，1990年6月27日出生于山东省青岛市，中国内地音乐剧、话剧及影视演员、歌手，北京人民艺术剧院演员。毕业于北京舞蹈学院音乐剧系2009级。
2014年至2016年主演《爱上邓丽君、《啊！鼓岭》等音乐剧。2017年前往上海发展，先后主演《变身怪医》、《我，堂吉诃德》、《小说》、《阿加莎》等多部音乐剧。2018年8月，获第三届音乐剧学院奖最佳音乐剧男演员。同年11月，參與中国美声綜藝节目《声入人心》，入選成為六位首席演唱成员之一。2019年1月底，与鞠红川、阿云嘎、蔡程昱组成声入人心男团，作为踢馆歌手参加《歌手2019》。2023年在原创音乐剧《将进酒》中担纲主演及艺术指导 ，开启北京、上海等多个城市巡演。2024年，郑云龙担任主演及出品人的舞台剧《魔幻时刻》在重庆、苏州、北京、杭州、深圳等多地进行巡演。
2019年首次跨界话剧舞台，此后主演《漫长的告白》、《德龄与慈禧》、《榆树下的欲望》、《弗兰肯斯坦》等多部话剧。2020年，获得第30届上海白玉兰戏剧表演艺术奖“新人主角奖” ；
2020年涉足影视领域，参演了《假日暖洋洋》 、《石头开花》 、《柳浪闻莺》 、《非凡医者》 、《胜券在握》 、《拼桌》 等多部影视作品。2021年，凭借电影《柳浪闻莺》入围第24届上影节金爵奖主竞赛单元及获第十七届中美电影节年度最佳新晋演员奖 。
2021年及2023年，开启“怎么了”巡回音乐会 及“怎么了”巡回音乐会Pro。

## 经历
鄭雲龍對舞台藝術的熱愛遺傳自身為京劇演員的媽媽。他的母親畢業於中國戲曲學院，是位優秀的京劇演員，童年時期的鄭雲龍基本是在舞台的後台度過的，從那時起耳濡目染，被藝術浸潤。初中時期看了一場原版引進的音樂劇《貓》，讓他一下子發現了自己鍾愛的音樂劇，便走上了一條想成為一名音樂劇演員的夢想之旅。由於不是從小學習聲樂，鄭雲龍提前一年備考專業課。憑藉著刻苦地補習與訓練，鄭雲龍於2009年成功考取北京舞蹈學院音樂劇系。
畢業後的鄭雲龍積極參與多部中國音樂劇的演出，直至2018年為了推廣音樂劇，參與由湖南卫视推出的中国首档美声偶像男团竞演养成类真人秀节目《声入人心》，节目包含来自25家世界知名音乐学院、艺术学院的共计36位演唱成员，在长达100天的时间内进行封闭式训练及录制，而鄭雲龍最终被评选出六位首席演唱成员之一，並获得全国巡演和发行专辑的机会。參與節目後聲名大噪，由鄭雲龍主演的东野圭吾音樂劇《信》中文版更在開票後一分鐘內售罄。

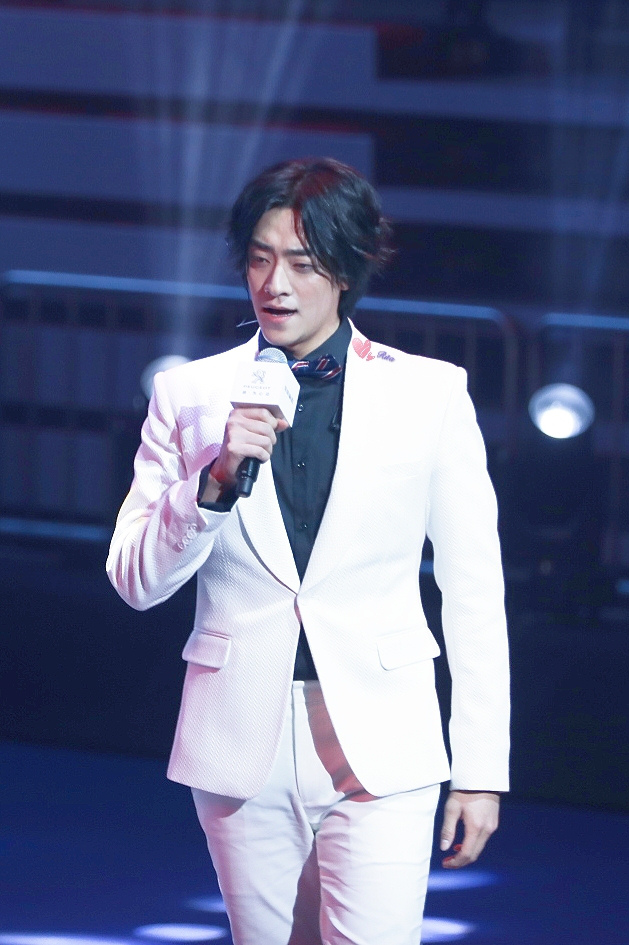
2019年3月，郑云龙于“东风标致新车发布会”

2019年1月初，郑云龙在《声入人心》年度盛典成为“年度首席成员”；1月底，与鞠红川、阿云嘎、蔡程昱组成声入人心男团，作为专家推荐踢馆歌手参加湖南卫视音乐竞演节目《歌手2019》，在踢馆预选赛中，他们击败全民举荐踢馆歌手钱正昊，获得正式踢馆资格；随后，他们在踢馆赛以第3名的成绩踢馆成功。第10期节目中，郑云龙因《歌手》節目組臨時更改節目錄製時間，與原定音樂劇檔期衝突而缺席；3月12日，郑云龙发表声明，不再参加接下来的竞演，声入人心男团第11期节目起由余下三名成员参赛。
2020年1月，郑云龙先后参加江苏卫视、湖南卫视春节联欢晚会以及《2020年中央广播电视总台春节联欢晚会》。2020年1月，郑云龙获颁“挪中文化交流青年使者” 。2020年9月，凭在话剧《漫长的告白》中饰演陈中行，获得第30届上海白玉兰戏剧表演艺术奖“新人主角奖”[11] 。10月，加盟东方卫视音乐竞技节目《我们的歌》第二季。

## 个人荣誉
| 获奖年份      | 获奖作品   | 奖项名称                             | 获奖结果           |
| ------------- | ---------- | ------------------------------------ | ------------------ |
| 2018年        |            | 第三届音乐剧学院奖                   | 最佳音乐剧男主角奖 |
| 2020年9月27日 | 漫长的告白 | 第30届上海白玉兰戏剧表演艺术奖       | 新人主角奖         |
| 2021年6月9日  | 柳浪闻莺   | 第24届上海国际电影节金爵奖主竞赛单元 | 影片提名           |
| 2021年11月6日 | 柳浪闻莺   | 第十七届中美电影节年度               | 最佳新晋演员奖     |

## 影視作品
| 首演年份              | 片名                          | 角色                 | 地点           |
| --------------------- | ----------------------------- | -------------------- | -------------- |
| 2022年6月22日至7月3日 | 弗兰克斯坦中文版 Frankenstein | 弗兰肯斯坦 &人形生物 | 北京保利大剧院 |

| 演出年份               | 片名                          | 角色                 | 地点       |
| ---------------------- | ----------------------------- | -------------------- | ---------- |
| 2022年9月15日至9月25日 | 弗兰克斯坦中文版 Frankenstein | 弗兰肯斯坦 &人形生物 | 上海大剧院 |

### 音乐剧
| 首演年份 | 劇名            | 角色              | 其他演出年份                                  |
| -------- | --------------- | ----------------- | --------------------------------------------- |
| 2009年   | 英雄            |                   |                                               |
| 2010年   | 媽媽咪呀！      | Harry             |                                               |
| 2012年   | 吉屋出租        | Collins & Roger   |                                               |
| 2012年   | 咏蝶            |                   |                                               |
| 2012年   | 二泉吟          |                   |                                               |
| 2012年   | 杜拉拉升职记    | 王伟              |                                               |
| 2013年   | 纳斯尔丁·阿凡提 | 阿凡提            |                                               |
| 2014年   | 爱上邓丽君      | 周梦君            |                                               |
| 2015年   | 又见桃花红      | 叶眠              |                                               |
| 2015年   | 妈妈再爱我一次  |                   |                                               |
| 2016年   | 啊！鼓岭        | 青年加德纳        |                                               |
| 2017年   | 变身怪医        | Jekyll/Hyde       | 2017年7月28日-8月31日、9月8-29日、10月11-22日 |
| 2017年   | 謀殺歌謠        | Michael           |                                               |
| 2018年   | 摇滚年代        | Stacee            |                                               |
| 2018年   | 我，堂吉诃德    | 塞万提斯/堂吉诃德 |                                               |
| 2018年   | 恋爱吧！人类    | 李浩民            |                                               |
| 2018年   | 信              | 武島剛志          |                                               |
| 2019年   | 謀殺歌謠        | Michael           |                                               |
| 2019年   | 信              | 武島剛志          |                                               |
| 2019年   | 搖滾年代        | Stacee            |                                               |
| 2020年   | 小说            | 怀特希斯曼        |                                               |
| 2021年   | 阿加莎 Agatha   | 罗伊/Roy          |                                               |
| 2023年   | 将进酒          | 李白              |                                               |

### 电影
| 首映年份 | 片名     | 角色      |
| -------- | -------- | --------- |
| 2022年   | 柳浪闻莺 | 工欲善    |
| 2023年   | 三贵情史 | 风哥/天神 |
| 2024年   | 胜券在握 | 周望高    |
| 待上映   | 拼桌     |           |

### 电视剧/网络剧
| 首演年份 | 劇名         | 角色   | 備註                                                                  |
| -------- | ------------ | ------ | --------------------------------------------------------------------- |
| 2020年   | 你好，喵室友 | 大龙   | 网络剧                                                                |
| 2020年   | 石头开花     | 阿牛   | 單元《七月的火把》                                                    |
| 2021年   | 假日暖洋洋   | 高俊裕 |                                                                       |
| 2023年   | 正好遇见你   | 安晏   | 网络剧                                                                |
| 2023年   | 非凡医者     | 贺同   |                                                                       |
| 2023年   | 爱之狂想曲   | 尚然   | 电影科幻短片《明日生存指南》The Future Handbook 之 EP03《爱之狂想曲》 |
| 2024年   | 猎罪图鉴2    | 方凯毅 | 网络剧                                                                |
| 待播     | 蝉           |        | 网络剧                                                                |

### 話劇
- 2019年《漫長的告白》 饰演 陈中行
- 2019年《徳龄与慈禧》 饰演 光绪
- 2021年《徳龄与慈禧》 饰演 光绪
- 2021年《榆樹下的慾望》 饰演 伊本·凱勃特
- 2022年《弗兰克斯坦中文版》 饰演 弗兰肯斯坦 &人形生物
- 2024年《魔幻时刻》 饰演 村田大树

## 单曲
- 2021年8月27日《定心》（《周生如故》电视剧插曲）[10]；8月20日《无尽声》（天官赐福动画音乐专辑《世中逢尔》三郎角色曲）[11]；8月8日《守护》（《扫黑风暴》电视连续剧片尾主题曲）[12]；7月8日《重塑》（《理想照耀中国》系列短剧之《信号》插曲）[13]；6月30日《星火》[14]；6月28日《我们不怕》（《中国医生》电影主题曲）[15]；5月31日《天地少年行》（红色主题系列声音剧《龙华》主题曲）[16]；5月1日《诡秘之主》（《诡秘之主》小说完本一周年共创纪念曲）[17]；4月28日《重生》（电视剧《风暴舞》插曲）[18]；2月14日《曙色》（话剧《德龄与慈禧》主题曲）[19]；2月12日《水调歌头》（电视剧《赘婿》片尾主题曲）[20]；1月31日《沉》（电视剧 《假日暖洋洋》插曲）[21]；1月28日《遥望》（电视剧《上阳赋》插曲）[22]；1月27日《大船》（电视剧《假日暖洋洋》插曲）[23]。
- 2020年11月18日《这一天》（电视剧《石头开花》片尾曲）[24]
- 2020年10月26日《山河无恙》（纪念中国人民志愿军抗美援朝出国作战70周年歌曲）[25]
- 2020年10月16日《拾梦旅人》（网剧《你好，喵室友》主题曲）[26]
- 2020年8月21日《我心情不太好》（网剧《我的奇怪朋友》片尾曲）[27]
- 2020年7月11日《莫失莫忘》（电视剧《锦绣南歌》人物主题曲）[28]
- 2020年5月8日《偿还》（腾讯音乐娱乐特别企划「返场」之「君歌年华）
- 2020年4月3日《寻光》（电视剧《清平乐》片尾曲）[29]
- 2020年3月18日《昙花一现雨及時》(與周深合唱，網劇《三千鴉殺》主題曲）[30]
- 2020年2月21日《他们说》(电视剧《北靈少年志之大主宰》片尾曲)
- 2019年7月23日《巅峰荣耀》（與阿雲嘎合唱，動畫電影《全職高手之巔峰榮耀》主題曲）
- 2019年7月15日《水從天上來》（與張碧晨合唱，電視劇《宸汐緣》插曲）[31]
- 2019年7月9日《都是夜归人》（與阿雲嘎合唱，电影《深夜食堂》片尾曲）[32]
- 2019年3月17日《新的一天》（音乐剧《深南大道》先导宣传曲）[33]
- 2019年3月12日《亲爱的》（迪士尼动画电影《小飞象》中國中文主题曲）[34]
- 2018年12月5日《乘云归》（手游《楚留香》云梦门派宣传曲）；11月12日《光之心》（《声入人心》主题曲）；7月12日《最远的距离》 （《恋爱吧！人类》音乐剧原声碟收录）；7月12日《最幸运的事》 （《恋爱吧！人类》音乐剧原声碟收录）。
- 2017年5月15日《只有你最懂》 （《变身怪医》中文版音乐剧原声带收录）。
- 2016年10月25日《逆尘》 （电影《聊斋新编之狱中惊魂》主题曲）。

## 演唱会
| 举办时间      | 演唱会名称               | 地点                          | 场次 |
| ------------- | ------------------------ | ----------------------------- | ---- |
| 2021年5月9日  | 郑云龙“怎么了”巡回音乐会 | 北京 糖果雍和店三层糖果音乐厅 | 1    |
| 2021年5月23日 | 郑云龙“怎么了”巡回音乐会 | 上海 Modernsky lab            | 1    |
| 2021年6月5日  | 郑云龙“怎么了”巡回音乐会 | 杭州 酒球会@目里空间          | 1    |
| 2022年8月13日 | 郑云龙“怎么了”巡回音乐会 | 成都 五粮液成都金融城演艺中心 | 1    |

## 綜藝節目
| 日期                            | 播放頻道 | 節目名稱                        | 相关內容                                                           | 備註               |            |
| ------------------------------- | -------- | ------------------------------- | ------------------------------------------------------------------ | ------------------ | ---------- |
| 2018年11月2日－2019年1月18日    | 湖南卫视 | 声入人心                        |                                                                    | 全12期             |            |
| 2019年2月8日                    | 湖南卫视 | 歌手2019                        | 演唱《鹿 be free》（动画电影《熊出没·奇幻空间》主题曲）            | 获得踢馆资格       |            |
| 2019年2月15日                   | 湖南卫视 | 歌手2019                        | 演唱《Never Enough》（好莱坞电影《马戏之王》插曲）                 | 踢馆成功 排名第3   |            |
| 2019年2月22日                   | 湖南卫视 | 歌手2019                        | 演唱《心脏》（中国原创音乐剧《蝶》选段）                           | 排名第2            |            |
| 2019年3月1日                    | 湖南卫视 | 歌手2019                        | 演唱《好想大声说爱你》（中文版，改编自日本动画《灌篮高手》主題曲） | 排名第6            |            |
| 2019年3月8日                    | 湖南卫视 | 歌手2019                        | 演唱《真爱乐章》（中文版，改编自安德烈·波切利的意大利语歌曲）      | 排名第3            |            |
| 2019年11月24日                  | 湖南卫视 | 江蘇衛視                        | 蒙面唱將猜猜猜 第四季（第七期）                                    | 合唱《彎彎的月亮》 | 與齊豫合唱 |
| 2019年12月1日                   | 江蘇衛視 | 蒙面唱將猜猜猜 第四季（第八期） | 合唱《山丘》、獨唱《如果·愛》                                      | 與金池合唱         |            |
| 2020年10月25日 - 2020年12月27日 | 东方衛視 | 我们的歌 (第二季)               |                                                                    | 第3期起            |            |
| 2022年10月30日 - 2022年         | 浙江卫视 | 中国好声音·越剧特别季           | 导师                                                               | 全期               |            |